# 홍순철
홍순철(1894년 7월 26일~1974년 3월 7일)은 대한민국의 정치인이다. 제3대 국회의원을 지냈다.

## 역대 선거 결과
|  | 6.55% |

|  | 7.20% |

|  | 39.93% |